# Aaaaarrrrrrggghhh Legendás Fekete Szörnye
Aaaaarrrrrrggghhh Legendás Fekete Szörnye  (angolul: The Legendary Black Beast of Aaaaarrrrrrggghhh) a Monty Python brit humoristacsoport által kitalált karakter a Gyalog galopp című filmben.
A szörnyeteg a Caerbannog-barlangban él, amelynek bejáratát egy gyilkos nyúl őrzi. Artúr királyt és lovagjait Tim, a varázsló vezeti el a barlanghoz, mert reményeik szerint ott útbaigazítást kapnak a Szent Grálhoz. Miután a nyúllal végeznek az Antiochiai Szent Kézigránát segítségével, behatolnak a barlangba.
A barlangban megtalálják József, az arameus falba vésett üzenetét, amely a szerző – a szörny nevét adó – halálhörgésével (aaaaarrrrrrggghhh) végződik. A lovagok egy ideig tanakodnak azon, hogy vajon mit jelenthet a hangsor, de akkor megjelenik a bestia. Az élőszereplős film ekkor animációra vált. A rajzolt szörnynek két szarva, sok szeme, hegyes fülei és hatalmas fogai vannak. Feje hosszú nyakon ül, két lába és vaskos farka van. Felfalja Maynard atyát, majd üldözni kezdi a lovagokat. Már majdnem utoléri őket, amikor a rajzolót „szívroham” öli meg. Az ismét élőszereplősre váltó filmben látható, ahogy az illusztrátort alakító Terry Gilliam lefordul a székről. „Ezzel egy csapásra megszűnt a rajzfilmveszély” – fogalmaz a narrátor.